# This Is Why
This Is Why é o sexto álbum de estúdio da banda estadunidense de rock Paramore, lançado em 10 de fevereiro de 2023, por intermédio da Atlantic Records. É o primeiro álbum da banda em quase seis anos, sucedendo o After Laughter (2017), assim como seu primeiro projeto a apresentar a mesma formação de seu antecessor. O primeiro single do álbum, "This Is Why", foi lançado juntamente com o anúncio do mesmo, em 28 de setembro de 2022; além de precedido também por outros dois lançamentos: "The News" e "C'est Comme Ça". This Is Why foi recebido com aclamação universal pelos críticos de música.

## Desenvolvimento e gravação
Em maio de 2017, o Paramore lançou seu quinto álbum de estúdio After Laughter, recebendo aclamação universal. O álbum mostrou o retorno do baterista antigo Zac Farro, que havia deixado a banda em 2010. A banda entrou numa turnê em apoio ao álbum em junho de 2017 até setembro de 2018. Seguindo a conclusão da After Laughter Tour, os membros do Paramore fizeram uma pausa na composição e criação de novas canções para a banda e trabalharam em outros empreendimentos. Hayley Williams participou da canção "Uncomfortably Numb" da banda American Football em 2019, e lançou dois álbuns solo Petals for Armor (2020) e Flowers for Vases / Descansos (2021); esse primeiro foi produzido pelo guitarrista do Paramore Taylor York. A cantora também voltou a dar mais atenção para sua empresa de tintas de cabelo Good Dye Young e apresentou a série semanal  da BBC Sounds Everything Is Emo. Farro continuou em seu projeto paralelo na banda HalfNoise, lançando um extended play (EP) – Flowerss (2018) – e dois álbuns – Natural Disguise (2019) e Motif (2021). Farro também foi o responsável pela bateria nas canções "Watch Me While I Bloom" e "Crystal Clear" do Petals for Armor de Williams, e lançou um EP sob seu próprio nome intitulado Zafari (2020).
A discussão sobre um sexto álbum do Paramore começou ainda em 2020, enquanto Williams estava promovendo Petals for Armor. Williams deu a entender que o próximo álbum da banda seria mais dirigido por guitarra, afirmando, "Nós nos encontramos ouvindo muitas músicas antigas que crescemos nos inspirando." Ela comentou ainda sobre o som do álbum em 2022, comparando-o ao do Bloc Party: "Desde o primeiro dia, Bloc Party tem sido a nossa referência número um, porque havia uma urgência em seu som que era diferente do punk rápido ou do pop punk ou algo parecido, sons barulhentos de bandas emo que estavam acontecendo no início dos anos 2000." Em janeiro de 2022, a banda confirmou que havia entrado em estúdio para trabalhar em seu sexto álbum.

## Composição
Logan Gourlay da Rock Sound chamou o álbum de "um forte registro pós-punk" e notou influências dos Foals, Bloc Party e Talking Heads. George Griffiths da Official Charts Company descreveu o álbum como uma "paisagem sonora pós-punk irregular e com confiança". Meredith Jenks e Christine Werthman da Billboard descreveram o álbum como "um rolo compacto de pós-punk que se concentra nas ansiedades alimentadas pela pandemia". Similarmente, Arielle Gordon da Pitchfork caracterizou o álbum como "pós-punk nervoso e crepitante". Andrew Sacher da BrooklynVegan afirmou que o álbum tem um dance-punk "nervoso" "em todo [ele]". De acordo com Alexis Petridis da The Guardian declarou, "[o álbum] mistura o rock alternativo dos anos 2000: a banda mencionou Bloc Party e Foals como influências". Ims Taylor da Clash afirmou que "o Paramore optou pelo simples, marcante e forte em 'This Is Why', mantendo aquela tradição new wave em frases enérgicas iteradas e reiteradas, através de contramelodias de guitarra vivas, pontuação excêntrica e loops líricos aguçados de letras que vão além do refrão, gravando o caráter de cada música em sua mente de forma indelével". The Sydney Morning Herald notou que "as últimas três faixas do álbum giram em torno de um eixo dream pop". De acordo com Chris Thiessen da Under the Radar, "A segunda metade do álbum parece totalmente diferente da primeiro, é mais pessoal e relacional, e se aproxima mais de suas raízes pop-punk". Maximo David da Boolin Tunes afirma que "qualquer noção de que 'This Is Why' é o Paramore 'voltando às suas raízes', ou o que quer que vários especialistas possam ter afirmado ao longo dos anos é quase inequivocamente falsa".

## Lançamento e promoção
Em setembro de 2022, Paramore arquivou todas as suas publicações em sua página oficial no Instagram e revelou um novo design para o seu website, que apresentava uma linha do tempo com várias datas ao longo do mês que seriam aos poucos atualizadas. Essas datas mostraram o lançamento do servidor oficial da banda no Discord, o anúncio de novas datas da turnê em Los Angeles e Nova Iorque e trechos de vídeos da banda trabalhando em novo material. Em 16 de setembro, a banda anunciou seu primeiro single em quatro anos, "This Is Why", que foi lançado em 28 de setembro. No mesmo dia do lançamento do single, a banda anunciou que o álbum de mesmo nome estava com previsão de lançamento para 10 de fevereiro de 2023. Paramore apresentou a canção ao vivo no The Tonight Show Starring Jimmy Fallon em 4 de novembro de 2022. Em 8 de dezembro, a banda lançou o segundo single do álbum "The News"; e o terceiro single, "C’est Comme Ça", foi lançado em 12 de janeiro de 2023.
A banda também embarcou numa pequena turnê de outono a partir de outubro de 2022, incluindo participações como artista principal nos festivais Austin City Limits e When We Were Young. Em 6 de fevereiro de 2023, a banda estreou a faixa "Running Out of Time" ao vivo em Nashville durante o show de lançamento do álbum, e em 16 de fevereiro, a banda lançou o vídeo musical para a canção. A faixa foi enviada para as rádios alternativas dos Estados Unidos em 23 de maio de 2023.

## Análise da crítica
| Críticas profissionais    | Críticas profissionais |
| Pontuações agregadas      | Pontuações agregadas   |
| Fonte                     | Avaliação              |
| ------------------------- | ---------------------- |
| AnyDecentMusic?           | 8.4/10                 |
| Metacritic                | 85/100                 |
| Avaliações da crítica     |                        |
| Fonte                     | Avaliação              |
| AllMusic                  | [ 44 ]                 |
| Clash                     | 9/10                   |
| Evening Standard          | [ 45 ]                 |
| Exclaim!                  | 9/10                   |
| The Guardian              | [ 20 ]                 |
| Kerrang!                  | 4/5                    |
| The Line of Best Fit      | 9/10                   |
| NME                       | [ 49 ]                 |
| Pitchfork                 | 6.3/10                 |
| The Sydney Morning Herald | [ 22 ]                 |

This Is Why foi recebido positivamente pelos críticos de música. No Metacritic, que atribui uma classificação normalizada de 100 a críticas de publicações populares, o álbum recebeu uma média ponderada de 85, com base em 20 opiniões, o que indica "aclamação universal", se tornando o álbum da banda mais bem avaliado. Album of the Year coletou 29 críticas e calculou uma média de 85 pontos de 100, já o agregador AnyDecentMusic? deu nota 8.4 de 10, com base em uma avaliação do consenso crítico.
Em sua análise para a AllMusic, Matt Collar escreveu que o álbum "[puxa] os fios artísticos e emocionais de sua carreira em um todo coeso e ardente". Ims Taylor da Clash elogiou a composição afirmando, "É um desserviço... chamar qualquer álbum do Paramore de 'mais um qualquer coisa'... Mas algo sobre as composições em This Is Why são inegavelmente o mais importante, Williams é elegante e grosseira, dependendo do que é proposto". Sarah Jamieson da DIY chamou o álbum de "outra transformação ousada e brilhante para o trio" com um "real senso de autoconfiança" e que é "o álbum mais ambicioso até agora". Escrevendo para o Evening Standard, David Smyth sentiu que o álbum "varia entre uma energia vulcânica à maturidade atraente entre as faixas mais lentas."
Wesley McLean da Exclaim! chamou-o de "um álbum profundamente enraizado nas tradições pós-punk e art punk" e "o lançamento mais maduro do Paramore até hoje". Alexis Petridis do The Guardian, escreveu que no álbum, "a bateria agitada e as guitarras angulares se fundem com os grandes riffs e a dinâmica stop-start do pop-punk e uma compreensão aguda da composição pop", concluindo que "aborda o mal-estar milenar muito bem e realista". Em sua análise para a Kerrang!, Sam Law opinou que "as composições dessas 10 faixas parecem uma evolução natural" das canções de After Laughter: "um pouco mais velhas, um pouco mais sábias e bem mais revoltadas com o estado do mundo". Law também sentiu que Williams "explora a versão intensificada de sua personalidade real" em This Is Why e comentou que isso é "notável como isso ainda soa distintamente ao Paramore". De acordo com Steven Loftin do The Line of Best Fit, "Como todos os bons atos indie estridentes, sob as flutuações das notas animadas num ventre escuro, o This Is Why se delicia com esse fato".
Em sua análise para a NME, Sophie Williams achou que o álbum "está tão em sintonia com as texturas do rock moderno quanto é uma carta de amor às primeiras fases brilhantes e corrosivas do Paramore", com "algumas de suas composições mais corajosas até agora" e a banda tendo "descoberto um novo calor" em This Is Why. Arielle Gordon da Pitchfork escreveu que "Em vez de reaproveitar o punk de shopping retorcido de seus discos anteriores", Paramore "alcança os sons propulsivos do pós-punk" no álbum, mas achou "carregado de [...] erros líricos e ironias que fariam Alanis Morissette revirar os olhos" e a raiva exibida nas composições são "muito preguiçosas e antigas". Giselle Au-Nhien Nguyen do The Sydney Morning Herald descreveu o álbum como uma "reintrodução para uma banda que está de volta com uma nova maturidade e senso de propósito". Chris Thiessen da Under the Radar, observou que o álbum "sofre um pouco com o desequilíbrio antecipado", mas ainda sentiu que foi "bem executado... e oferece um vislumbre das maneiras como todos nós tivemos que lidar com o universo e o particular simultaneamente nestes últimos anos."

## Alinhamento das faixas
Todas as faixas compostas por Hayley Williams, Taylor York e Zac Farro; todas as faixas produzidas por Carlos de la Garza.
| Lista de faixas de This Is Why |                           |         |  |
| N.º                            | Título                    | Duração |  |
| 1.                             | "This Is Why"             | 3:27    |  |
| 2.                             | "The News"                | 3:07    |  |
| 3.                             | "Running Out of Time"     | 3:12    |  |
| 4.                             | "C'est Comme Ça"          | 2:29    |  |
| 5.                             | "Big Man, Little Dignity" | 4:20    |  |
| 6.                             | "You First"               | 4:05    |  |
| 7.                             | "Figure 8"                | 3:24    |  |
| 8.                             | "Liar"                    | 4:21    |  |
| 9.                             | "Crave"                   | 3:55    |  |
| 10.                            | "Thick Skull"             | 3:52    |  |
| Duração total:                 | Duração total:            | 36:12   |  |

## Créditos
Créditos adaptados do encarte do álbum.
| Paramore - Hayley Williams – vocais, vocais de apoio, percussão, piano, composição - Taylor York – vocais de apoio, glockenspiel, guitarra, teclados, programação, vibrafone, composição - Zac Farro – vocais de apoio, bateria, glockenspiel, teclados, percussão, programação, vibrafone, composição Musicistas adicionais - Carlos de la Garza – produção, vocais de apoio - Brian Robert Jones – baixo - Henry Solomon – clarinete baixo, clarinete, flauta - Phil Danyew – glockenspiel, teclados, programação | Técnico - Em Mancini – masterização - Manny Marroquin – mixagem - Harriet Tam – engenheiro de áudio - Kyle McAulay – assistente de engenharia - Patrick Kehrier – assistente de engenharia - Scott Moore – assistente de engenharia - Joey Mullen – técnico de bateria - Erik Bailey – técnico de guitarra - Joanne Almeida – técnico de guitarra Arte - Zachary Gray – fotografia |

## Desempenho nas tabelas musicais
| Tabela musical (2023)                 | Melhor posição |
| ------------------------------------- | -------------- |
| Alemanha (Offizielle Top 100)         | 6              |
| Austrália (ARIA Charts)               | 1              |
| Áustria (Ö3 Austria)                  | 16             |
| Bélgica (Ultratop de Flandres)        | 12             |
| Bélgica (Ultratop de Valônia)         | 80             |
| Canadá (Billboard)                    | 8              |
| Escócia (Official Charts Company)     | 1              |
| Espanha (PROMUSICAE)                  | 32             |
| Estados Unidos (Billboard 200)        | 2              |
| Finlândia (Suomen virallinen lista)   | 20             |
| França (SNEP)                         | 107            |
| Hungria (MAHASZ)                      | 5              |
| Irlanda (IRMA)                        | 2              |
| Japão (Billboard Japan)               | 100            |
| Lituânia (AGATA)                      | 70             |
| Nova Zelândia (RMNZ)                  | 3              |
| Países Baixos (Album Top 100)         | 22             |
| Reino Unido (Official Charts Company) | 1              |
| Suíça (Schweizer Hitparade)           | 32             |

## Histórico de lançamentos
| Região | Data                    | Formato(s)                                           | Grav.    | Ref.   |
| ------ | ----------------------- | ---------------------------------------------------- | -------- | ------ |
| Várias | 10 de fevereiro de 2023 | Cassete CD disco de vinil download digital streaming | Atlantic | [ 74 ] |